# Червоні Луки (Миргородський район)
Червоні Луки́ —  село в Україні, у Заводській міській громаді Миргородського району Полтавської області. Населення становить 85 осіб. Колишній орган місцевого самоврядування — Бодаквянська сільська рада.

## Географія
Село Червоні Луки знаходиться на правому березі річки Бодаква, вище за течією на відстані 0,5 км розташоване село Нижня Будаківка, нижче за течією на відстані 6,5 км розташоване село Бодаква, на протилежному березі - село Тернове (ліквідоване).

## Історія
22 червня 2023 року рішенням Національної комісії зі стандартів державної мови віднесено до списку населених пунктів, які «можуть не відповідати лексичним нормам української мови», зокрема стосуватися «російської імперської чи колоніальної політики». Громаді рекомендовано обґрунтувати доцільність збереження поточної назви або запропонувати нову назву в установленому законодавством порядку.